# Nino Vidotto
Bernardo Vidotto (fl. XX secolo) è stato un calciatore italiano, di ruolo centrocampista.

## Carriera
Con il Mantova disputa 14 gare nei campionati di Prima Divisione 1922-1923 e Prima Divisione 1924-1925. Nella stagione 1924-1925 passa al Milan.

## Palmarès

### Club

#### Competizioni nazionali
- Seconda Divisione: 1

Mantova: 1923-1924